# Jsem nesmělý, ale léčím se
Jsem nesmělý, ale léčím se (francouzsky: Je suis timide mais je me soigne) je francouzská filmová komedie z roku 1978. Pierre Richard k ní napsal scénář, chopil se režie i ztvárnil hlavní roli. Partnera mu vytvořil italský herec Aldo Maccione. Hudbu vytvořil Vladimir Cosma. Ve Francii film navštívilo  2 534 702 diváků, což značilo značný komerční úspěch, díky němuž Pierre Richard i v dalším filmu utvořil komickou dvojici s Maccionem, ve snímku To já ne, to on (C'est pas moi, c'est lui). Přestože i tentokrát film dosáhl mimořádné návštěvnosti, 2 181 439 diváků, trvalou dvojici Richard a Maccione nevytvořili. Film byl natáčen ve Vichy, v Deauville a v Nice (např. na proslulé Promenade des Anglais a v luxusním hotelu Negresco).

## Děj
Příběh pojednává o nesmělém hotelovém recepčním Pierrovi Renaudovi (Pierre Richard), který se za pomoci odborníka na sebevědomí Alda Ferrariho (Aldo Maccione) snaží zbavit své nesmělosti a získat krásnou mladou dívku Agnès, do níž se zamiloval (Mimi Coutelierová). Pierre Agnès považuje za bohatou dámu a pronásleduje jí do luxusního letoviska, kde předstírá rovněž boháče. Nakonec se však ukáže, že Agnès je také chudá a drahá dovolená byla jen její výhrou v soutěži. Agnès v závěru Pierrovu přízeň opětuje.